# Sydney Parkinson
Sydney Parkinson  (Escócia, 1745 — Oceano Índico, 26 de janeiro de 1771) foi um botânico escocês.